# Pityphyllum
Pityphyllum é um género botânico pertencente à família das orquídeas (Orchidaceae).